# 8月
8月是公历年中的第八个月，是大月，共有31天。 
在北半球，8月是夏季的第三个月，本月节气：立秋、处暑。
英文中的8月（August）来源于羅馬帝國的開國皇帝奥古斯都。

## 8月的節日／紀念日

### 日期固定
- 8月1日
  - 中国人民解放军建军节（中华人民共和国）
  - 阵亡将士纪念日（俄罗斯）
  - 原住民族日（中華民國）
  - 瑞士國慶日
- 8月5日：獨立日 (以色列)
- 8月6日：国际电影节
- 8月8日：父親節（中華民國）
- 8月9日：新加坡國慶日
- 8月11日：山之日（日本）
- 8月13日：國際左撇子日
- 8月14日：空軍節（中華民國）
- 8月15日
  - 第二次世界大战对日战争胜利纪念日（澳洲、加拿大、荷蘭、紐西蘭、朝鮮民主主義人民共和國、大韓民國、英國）、終戰之日（日本）
  - 聖母瑪利亞節（波蘭）
- 8月17日：國慶日（印度尼西亞）
- 8月19日
  - 世界攝影日
  - 世界人道主義日
- 8月23日：歐洲史達林主義和納粹主義受害人紀念日、八二三紀念日（ 中華民國）[1]
- 8月24日
  - 烏克蘭獨立日
  - 柯比·布萊恩日
- 8月29日：烏克蘭陣亡將士紀念日
- 8月31日：马来西亚独立日

### 日期不固定
- 8月第三個星期六：國際流浪動物日
- 8月的最後一個星期日：祖父母節（中華民國）

## 其它
- 8月的星座包含獅子座（7/23~8/22）和處女座（8/23~9/22）
- 在闰年，8月開始於與2月一個星期的同樣一天。
- 在平年，8月開始於與其他月份沒有同樣一天開始，5月，6月均有相同特性（如8月1日為禮拜一，當年的1日均不為禮拜一）。

## 参見
- 四季：春季 -- 夏季 -- 秋季 -- 冬季